# Амеріку Томаш
Аме́ріку де Де́уш Родрі́гіш Тома́ш (порт. Américo de Deus Rodrigues Tomás, за старим правописом — Américo Thomaz; 19 листопада 1894, Лісабон — 18 вересня 1987, Кашкайш) — португальський політичний та військовий діяч, адмірал, 13-й президент Португалії з 9 серпня 1958 по 25 квітня 1974 року.

## З біографії
Професійний моряк: з 1936 року займав керівні посади у Міністерстві військово-морського флоту, згодом був призначений міністром у 1944 році. У 1958 році в результаті чисто формальних виборів при диктатурі Салазара був обраний президентом Португалії (замість Франсішку Кравейру Лопіша), переобраний в 1965 і 1972 роках парламентом на цю посаду. Спочатку відігравав чисто церемоніальну роль, однак скористався в 1968 році своїми президентськими повноваженнями, щоб усунути від влади хворого Салазара і призначити новим прем'єр-міністром Марселу Каетану. Після цього все активніше втручався в політику, спирався на прихильників жорсткої лінії, яких не влаштовували навіть мінімальні реформи з боку Каетану.
Скинутий 25 квітня 1974 року в результаті Революції гвоздик, відправлений на острів Мадейра, звідки відбув у вигнання в Бразилію. Повернутися на батьківщину зміг лише в 1980 році за наданим дозволом президентом Рамалью Еанешім. Помер в одній з клінік у Кашкайші 18 вересня 1987 року від ускладнень хірургічної операції у віці 92 років.